# Péristaltisme
On appelle péristaltisme l'ensemble des contractions musculaires (« mouvements péristaltiques ») permettant la progression d'un contenu à l'intérieur d'un organe creux. Le mot dérive du néo-latin et provient du grec peristallein, « entourer ».

## Péristaltisme du tube digestif

Vue simplifiée du mécanisme de péristaltisme

Concernant le tube digestif, il s'agit de la progression du bol alimentaire de la bouche (plus précisément du pharynx) jusqu'au rectum (anus). Il est unidirectionnel : on dit que la progression se fait dans le sens oral-aboral. Le tube digestif est caractérisé par une tunique musculaire, constituée de muscles lisses disposés en deux faisceaux : une couche circulaire interne et une couche longitudinale externe. Ces deux couches sont des faisceaux de fibres unitaires sur le plan physiologique, signifiant que toutes les fibres au sein d'un faisceau sont interconnectées par des jonctions communicantes et peuvent ainsi coordonner leur activité, de façon à se contracter en même temps, à l'unisson. De même, elles peuvent ne se contracter que sur un petit tronçon du tube digestif. 
Le tube digestif est donc doué d'une mobilité digestive qui est due à cette tunique musculeuse de la paroi. Le tube digestif est caractérisé par plusieurs mouvements, avec des caractéristiques physiologiques différentes : on distingue (1) les mouvements propulsifs, qui font progresser le bol alimentaire dans le sens oral-aboral (péristaltisme, complexe moteur migrant, mouvements de masses), et (2) les mouvements de brassage, qui permettent la segmentation du bol et son mélange aux enzymes digestives (segmentation). 
Le péristaltisme est un mouvement propulsif. Il est caractérisé par mécanisme spontané qui s'effectue en plusieurs étapes. D'abord, il y a une onde péristaltique primaire qui se manifeste au moment où le bol alimentaire atteint l'œsophage après déglutition. L'onde force ensuite le bol à descendre l'œsophage pour atteindre l'estomac. Cette onde a une durée de vie de 8-9 secondes. L'onde continuera à descendre dans l'œsophage à une allure constante même si le bol se déplace à une plus grande allure que celle-ci. 
Si un bol alimentaire est bloqué ou se déplace plus lentement que l'onde dans l'œsophage, une onde péristaltique sera créée autour du bol, le forçant à se déloger et descendre dans l'œsophage. Sans péristaltisme, le brassage des aliments et l'absorption des nutriments, c'est-à-dire des éléments contenus dans les aliments, sont impossibles.
Dans le tube digestif, le péristaltisme est un réflexe à intégration locale : il ne fait intervenir que l'innervation intrinsèque du tube digestif, à savoir, le système nerveux entérique. Dès lors, un tube digestif dont on a sectionné les fibres nerveuses efférentes originant du SNC (Système Nerveux Central) peut produire le péristaltisme. C'est le plexus myentérique d'Auerbach, situé entre la couche circulaire interne et la longitudinale externe, qui intervient principalement dans le péristaltisme en coordonnant les deux faisceaux musculaires. Il est à noter qu'il existe une ondulation de base des potentiels membranaires dont l'origine est l'ensemble des cellules pace-makers intra-myentériques de Cajal participant à la coordination des contractions musculaires et à la "rythmogenèse" du péristaltisme. Le point de départ du péristaltisme est la distension de la paroi digestive qui est perçue par des mécanorécepteurs présents dans la paroi, entre les deux couches musculaires lisses de la musculeuse. De ces mécanorécepteurs, des impulsions vont partir par des fibres afférentes vers les plexus d'Auerbach et faire synapse avec des interneurones qui vont assurer la formation d'un anneau contractile à 2-3 cm en amont du bol alimentaire et (2) la distension de la paroi à 5-6 cm en aval. 
L'anneau contractile du péristaltisme est une contraction de la couche circulaire, ainsi qu'une relaxation de la couche longitudinale externe sus-jacente à cet anneau. En aval, la couche longitudinale externe est contractée, et la couche circulaire interne est relaxée. La contraction de la circulaire interne en amont du bol alimentaire diminue le calibre de la lumière et provoque augmentation de la pression intraluminale, En aval, la contraction de la longitudinale et la relaxation de la circulaire a pour conséquence un raccourcissement du segment digestif d'aval, ainsi qu'une diminution de la pression intraluminale. Ainsi, au cours du péristaltisme, le segment d'amont est propulsif et le segment d'aval est réceptif, permettant la progression du bol alimentaire. 
Les organes creux du système digestif sont entourés de muscles qui permettent à leur paroi de se contracter. Les mouvements de ces parois font non seulement progresser les liquides et les aliments mais effectuent aussi un mélange de ce bol alimentaire dans chacun des organes concernés. Ce sont ces mouvements caractéristiques de l'œsophage, de l'estomac et de l'intestin qui constituent le péristaltisme.
Le péristaltisme ressemble à l'onde d'une vague océanique qui traverserait le muscle. Le muscle de l'organe concerné se rétrécit puis propulse la portion de nourriture lentement vers la suite du tube digestif.
La motricité des muscles lisses du tube digestif et le péristaltisme intestinal peuvent s'altérer par de multiples facteurs d’origine hormonale, organique, iatrogène ou autre : la sédentarité, les mauvaises habitudes alimentaires, la vieillesse, l’anisme, la laxophobie, le syndrome de l'intestin irritable, les causes psychogènes ou sociales comme l’anorexie mentale, la dépression, etc.
La paresse digestive et l’altération du péristaltisme intestinal causent souvent des complications chroniques comme la colopathie fonctionnelle, ou sporadiques comme le fécalome.
La principale thérapie demeure l’usage de laxatifs qui restent le traitement de première ligne. L'anthraquinone contenu dans l'aloès, les feuilles de séné, le rhizome de la rhubarbe, est utilisé comme laxatif à partir d'un seuil de 30 mg à 36 mg par jour. L'anthraquinone et ses dérivés actifs (glucosides d'anthraquinone) augmentent les mouvements péristaltiques du côlon (voir glycoside). 
Les glucosides d’anthraquinone se transforment dans le côlon en sennosides. Ces derniers sont hydrophiles et réduisent l’absorption de l’eau en vue d’avoir un bol fécal fluide. Ils évitent par conséquent la formation de selles grumeleuses. Au-delà du seuil de 30  à   36 mg par jour de sennosides, les selles tendent à devenir très molles ou liquides.
Mise en garde : une utilisation prolongée au-delà de huit semaines, ou un abus mène à un mélanisme du côlon, dû à la libération de lipofuscine (présente dans les histiocytes et mastocytes) dans le côlon.  
La sérotonine est un médiateur du péristaltisme intestinal. Quand la sérotonine baisse le transit des aliments dans l'intestin grêle et le colon est plus lent mais la vidange gastrique est plus rapide et il y a moins d’inflammation intestinale,. Quand la sérotonine augmente, le transit des aliments dans l'intestin grêle et le colon est plus rapide mais la vidange gastrique est plus lente et l’inflammation intestinale est augmentée.  

## Autres organes
On rencontre également le péristaltisme dans les oviductes (dans le cadre de la progression des spermatozoïdes vers l'ovocyte), l'uretère et d'autres organes tubulaires.